# Arquidiocese de Sorocaba
A Arquidiocese de Sorocaba (Archidiœcesis Sorocabana) é uma circunscrição eclesiástica da Igreja Católica no estado de São Paulo. A sede arquiepiscopal está na cidade de Sorocaba.

## Histórico
A Diocese de Sorocaba foi criada em 4 de julho de 1924 pela bula Ubi praesules do Papa Pio XI, sendo desmembrada da Diocese de Botucatu. No dia 29 de abril de 1992 foi elevada a Arquidiocese pela Bula Brasiliensis Fidelis, do Papa João Paulo II, sendo suas dioceses sufragâneas: Jundiaí, Itapeva, Registro e Itapetininga.

## Divisão territorial
A Arquidiocese de Sorocaba é responsável direta pelos municípios de Sorocaba, Araçoiaba da Serra, Boituva, Cerquilho, Iperó, Jumirim, Piedade, Porto Feliz, Salto de Pirapora, Tapiraí, Tietê e Votorantim.

## Prelados
|                    | Nome                             | Período    | Notas                                        |
| Arcebispos         | Arcebispos                       | Arcebispos | Arcebispos                                   |
| ------------------ | -------------------------------- | ---------- | -------------------------------------------- |
| 3.°                | Júlio Endi Akamine, S.A.C.       | 2017–2025  | Nomeado Arcebispo coadjutor de Belém do Pará |
| 2.º                | Eduardo Benes de Sales Rodrigues | 2005–2016  | Arcebispo emérito                            |
| 1.º                | José Lambert Filho, C.S.S.       | 1992–2005  |                                              |
| Bispos             |                                  |            |                                              |
| 3.º                | José Lambert Filho, C.S.S.       | 1981–1992  |                                              |
| 2.º                | José Melhado Campos              | 1973–1981  |                                              |
| 1.º                | José Carlos de Aguirre           | 1924–1973  |                                              |
| Bispos coadjutores |                                  |            |                                              |
|                    | José Lambert Filho, C.S.S.       | 1979–1981  |                                              |
|                    | José Melhado Campos              | 1965–1973  |                                              |
|                    | José Thurler                     | 1962–1966  | Renunciou                                    |
| Bispos auxiliares  |                                  |            |                                              |
|                    | Amaury Castanho                  | 1976–1980  | Nomeado Bispo de Valença                     |
|                    | Almir Marques Ferreira           | 1957–1961  | Nomeado Bispo de Uberlândia                  |